# Fatehpur, Rajasthan
För andra betydelser, se Fatehpur (olika betydelser).
Fatehpur är en stad i den indiska delstaten Rajasthan, och tillhör distriktet Sikar. Folkmängden uppgick till 92 595 invånare vid folkräkningen 2011.